# Walter Heckmann (Verbandsfunktionär)
Walter Heckmann (* 29. September 1942 in Eschweiler; † 19. April 2009 ebenda) war ein deutscher Verbandsfunktionär und Vorsitzender des Arbeiterwohlfahrts-Bezirks Mittelrhein (AWO).

## Leben
Walter Heckmann war von Beruf Betriebsschlosser. Im Jahr 1957 wurde er Mitglied der Industriegewerkschaft Bergbau – Chemie – Energie (IGBCE). Im Jahr 1958 trat er der SPD bei. Seit 1962 war Walter Heckmann Mitglieder der Arbeiterwohlfahrt. Hier engagierte er sich nicht nur auf der örtlichen Ebene, sondern wurde auch schnell Mitglied im AWO-Vorstand Kreis Aachen. Im Jahr 1980 wurde er erstmals in den Vorstand des AWO-Bezirks Mittelrhein gewählt und war hier seit 1996 Vorsitzender. Bis zu seinem Tod war er ebenfalls Vorsitzender der AWO Kreis Aachen.
Walter Heckmann galt als engagierter Sozialpolitiker. Für die SPD im Kreis Aachen war er von 1994 bis 1999 als sachkundiger Bürger im Sozialausschuss tätig.
Für sein großes ehrenamtliches Engagement wurde er mit der Verdienstplakette der Arbeiterwohlfahrt geehrt. Er erhielt auch das Verdienstkreuz am Bande des Verdienstordens der Bundesrepublik Deutschland.
Im Jahr 2010 wurde nach ihm das Walter-Heckmann AWO Senioren- und Sozialzentrum Herzogenrath benannt.
Bei seinem Tod fand eine zentrale Trauerfeier der Arbeiterwohlfahrt im Coeln-Saal des Marie-Juchacz-Altenzentrums in Köln-Chorweiler statt, zu der Trauergäste aus dem gesamten Bundesgebiet anreisten.
Walter Heckmann war verheiratet und hinterließ Frau und Kinder.

## Auszeichnungen und Ehrungen
- Verdienstplakette der Arbeiterwohlfahrt
- Bundesverdienstkreuz am Bande

## Würdigungen
- 2010 Umbenennung des AWO Senioren- und Sozialzentrum Herzogenrath in Walter-Heckmann AWO Senioren- und Sozialzentrum Herzogenrath[4]